# Antonio D'Arliano
Antonio D'Arliano (Viareggio, 7 novembre 1899 – Viareggio, 5 settembre 1992) è stato un pittore, scenografo e scultore italiano.
Considerato uno dei costruttori dei carri allegorici del Carnevale di Viareggio più importanti ed influenti dell’intera storia della manifestazione, è ritenuto l’iniziatore insieme ai fratelli Michele e Alfredo Pardini dell’utilizzo della carta a calco (chiamata erroneamente cartapesta) nella costruzione di carri allegorici. Nella sua carriera carnevalesca ha costruito 37 carri di prima categoria, totalizzando ben 13 primi premi come Alfredo Pardini (i due sono secondi, in questa speciale classifica, solo ad Arnaldo Galli che ne può vantare 19).

## Biografia
(Antonio D'Arliano)

### Infanzia e gioventù
Antonio D’Arliano nacque a Viareggio il 7 novembre 1899. Nato in una classica famiglia viareggina di naviganti (il padre era infatti comandante di piccole imbarcazioni), crebbe tra il porto ed i cantieri navali che furono fondamentali per i suoi lavori futuri: da una parte nei suoi dipinti i soggetti principali erano proprio le straordinarie barche viareggine, dall’altra i marchingegni utilizzati sulle navi vennero usati da D’Arliano per movimenti sempre più complicati nei carri allegorici del Carnevale. Antonio si recò giovanissimo in mare, seguendo le tradizioni familiari, ma una volta tornato frequentò l’istituto d’arte “Augusto Passaglia” di Lucca. Per guadagnare qualche soldo in più, su consiglio del professor Marcucci, iniziò a decorare pareti e soffitti delle ricche case viareggine e versiliesi. In questi anni D’Arliano si dedicò in maniera quasi incessante alla pittura e nel 1921 lo stesso professor Marcucci gli allestì una mostra: tutti i dipinti vennero acquistati da uno svizzero. Con quei soldi l’artista viareggino si sposò. Ma con l’arrivo del periodo fascista, dove l’arte ebbe vita decisamente complicata e i suoi paesaggi non pagavano in termini economici, D’Arliano dovette spostare il suo sguardo verso altri mondi lavorativi. Per evitare una nuova vita in mare, il giovane Antonio entra definitivamente nel mondo del Carnevale di Viareggio.

### La carriera nel mondo del Carnevale di Viareggio
Antonio D’Arliano, in realtà, aveva già debuttato nel mondo del Carnevale di Viareggio all’età di 14 anni, quando presentò La portantina romana, classificandosi al secondo posto. Nella prima metà degli anni ‘20 iniziò a lavorare come assistente degli artisti dell’epoca, occupandosi della stesura del colore sui carri, ma è nel 1925 che D’Arliano non solo segnò l’inizio della sua carriera da carrista, ma rivoluzionò (insieme ai fratelli Alfredo e Michele Pardini) l’intera lavorazione delle costruzioni viareggine introducendo la tecnica della carta a calco, che negli anni successivi permise la creazione di mascheroni sempre più grandi e movimenti più innovativi. La costruzione che segnò questo decisiva tappa nella storia del Carnevale si chiamava I tre cavalieri del Carnevale, carro che valse a D’Arliano il primo di tredici primi premi. Il carro rappresentava tre baldi giovani alle prese coi fumi dell’alcol che, completamente inebriati, si sentono grandi eroi all’interno della bolgia del Carnevale, giungendo ai corsi mascherati a bordo di una conchiglia trainata da un gabbiano. Negli anni successivi D’Arliano intraprese un’appassionante lotta al primo premio con Alfredo Pardini: una rivalità così accesa che la città di Viareggio si divise in due grandi fazioni di tifosi che finivano spesso in maniera violenta.
- 1925 - I cavalieri del Carnevale, primo premio
- 1926 - La corsa al premio, primo premio ex aequo
- 1927 - Una scimmia presa in Carnevale, secondo premio
- 1928 - La corte di Karambambuk, secondo premio
- 1929 - Luna park, primo premio
- 1930 - Carnevale prestigiatore, primo premio
- 1930 - Carnevale si diverte (carro piccolo), quarto premio
- 1931 - Festa di sirene in onore del Carnevale, secondo premio
- 1931 - Pagliaccio trionfatore (carro piccolo), quinto premio
- 1932 - Carnevale in sogno, secondo premio
- 1933 - Carnevale sport, primo premioCarnevale Domatore - Antonio D'Arliano, Carnevale di Viareggio 1939

Carnevale Domatore - Antonio D'Arliano, Carnevale di Viareggio 1939

- 1935 - Meraviglie sottomarine, secondo premio
- 1937 - Pagliacciata, primo premio ex aequo
- 1938 - I Gagà del cinema, secondo premio

Nel 1939 Antonio D’Arliano presentò Carnevale Domatore e fu bersaglio della violenta censura fascista a causa della casacca rossa del domatore, intento a tenere a bada un terrorizzato leone nero. D’Arliano cambiò prontamente colore, sfilando regolarmente e classificandosi comunque al quarto posto ex aequo. D’Arliano dirà nel 1972:
(Antonio D'Arliano)
- 1940 - Scampagnata di sartine, primo premio ex aequo
- 1946 - Serenata al chiar di luna, primo premio ex aequo (costruito insieme a Francesco Francesconi)
- 1946 - Le scoperte del secolo (mascherata in gruppo), quarto premio (costruita insieme a Carlo e Francesco Francesconi)
- 1947 - Nel tempio di bacco, primo premio
- 1948 - È arrivato il Marajà, primo premio
- 1949 - Ondate d’amore, quarto premio
- 1950 - Una vedova allegra, primo premio ex aequo
- 1951 - Circo Zim Bum, quarto premio
- 1952 - Carnevale fantasmagorico, secondo premio
- 1953 - La ville lumiere, secondo premio
- 1954 - Allegra porcheria, ottavo premio
- 1955 - Barbablù, primo premio ex aequo
- 1956 - La serva padrona, quinto premio
- 1957 - Cing Ciang Mago d’Oriente, primo premio ex aequo
- 1958 - Miss Universo, terzo premio ex aequo
- 1959 - Carnevale in fiore, quarto premio
- 1960 - Europa di Notte, secondo premio
- 1961 - Rodeo per signore, quinto premio
- 1962 - Festa a bordo, quarto premio
- 1963 - Fifa e Arena, sesto premio
- 1964 - La casta azzurra, quinto premio
- 1965 - Il risveglio del drago (complesso mascherato), ottavo premioVisita di Sandro Pertini alla mostra di Antonio D'Arliano - 1986

Visita di Sandro Pertini alla mostra di Antonio D'Arliano - 1986

### La carriera da pittore e gli ultimi anni
Gli anni a cavallo fra le due guerre mondiali furono anni complicati a livello economico per i carristi che finivano spesso coi conti in rosso per la realizzazione del carro. Era allora necessario trovare dei lavori estivi, che, nel caso di D’Arliano, consistevano nella decorazione di case e ville, nelle scenografie teatrali e cinematografiche e ovviamente nella pittura.
Antonio D’Arliano lasciò a malincuore il mondo del Carnevale nel 1965, ma riempì quel vuoto riscoprendo la sua grande passione giovanile: quella della pittura. Iniziò così un capitolo completamente nuovo della sua vita trovando nella carriera da pittore una rinnovata via per rappresentare sé stesso e la sua Viareggio. Nei suoi quadri è molto facile trovare immagini portuali e marinaresche, simbolo delle sue origini, ma anche immagini tratte dal Carnevale, mondo che non ha mai abbandonato definitivamente. Nel 1986, a Palazzo Paolina nel centro di Viareggio, fu allestita una mostra dedicata proprio all’opera di Antonio D’Arliano, dove l’artista ebbe tra l’altro l’onore di ricevere i complimenti dell’ex Presidente della Repubblica Sandro Pertini, che visitò con molta soddisfazione la galleria di dipinti.
Antonio D’Arliano dedicò l’ultimo capitolo della sua vita alla pittura, rimanendo sempre strettamente legato alla sua Viareggio, dove si spense il 5 settembre 1992.
In occasione del Carnevale di Viareggio 1999 fu istituito alla sua memoria il premio speciale per il colore, ancora oggi assegnato ogni anno.